# Kontich-Waarloos Anders
Kontich-Waarloos Anders (KWA) was een Belgische lokale politieke partij in Kontich.

## Geschiedenis
De partij ontstond in juni 1994 als CVP-scheurlijst op initiatief van Paul Campaert. Aanleiding was het ongenoegen van een aantal Waarlose CVP-kandidaten over hun plaats op de kieslijst. Lijsttrekker was toenmalig burgemeester Jef Plasmans, ook VU-er Erwin Brentjens sloot aan. De partij overtuigde bij de verkiezingen van 1994 15,62% van de kiezers, goed voor vier zetels in de gemeenteraad.
In de aanloop naar de stembusgang van 2000 kwam er een verzoening tussen de CVP en KWA en besloten beide partijen in kartel naar de kiezer te trekken.